# 俗文學叢刊
《俗文學叢刊》（英語：Folk Literature: Materials in the Collection of the Institute of History and Philology）是由台灣中央研究院歷史語言研究所傅斯年圖書館典藏整理，由台北新文豐出版。自 2002 年至 2016 年，共整理出版 620 冊，收集自十八世紀起傳統戲曲作品，包括戲劇、說唱、雜曲、雜耍、徒歌、北京小曲百種、善本曲詞等。

## 貢獻
《俗文學叢刊》為中國戲曲重要文獻研究之一，涵蓋乾隆（1736年－1795年）年間至民初，直到 1930 年代仍廣為流傳。印本品質不一，有珍本亦有糙作。由歷史學家傅斯年（1896年－1950年）收集整理，該為中央研究院歷史語言研究所創所所長。
其數位化資料庫計畫由德國波鴻魯爾大學東亞學系執行建置 。

## 內容
叢刊羅列約兩萬筆劇作，於超過一萬件分集。印刷本選集分為一般，包括整本特刊再製、樂譜及樂器學系材料等，以及主要攝像複製的戲曲劇作文本；並依照類別與時代編排次序。戲曲劇作涵蓋不同區域，如高腔、昆曲、京劇、徽劇、潮劇、及粵劇。亦有皮影戲與「彈簧」─某種形式的俗鄙之曲藝敘事、以及歌謠與民謠文本等。501 至 600 冊則附上全冊目錄，如為曲藝等。

## 延伸閱讀
- Sūwénxué cóngkān 俗文學叢刊 / Folk Literature: Materials in the Collection of the Institute of History and Philology. 2002–2016. Taipei: Shin Wen Feng.[2] OCLC 53238148